# Nososticta nigrifrons
Nososticta nigrifrons là loài chuồn chuồn trong họ Platycnemididae. Loài này được Ris mô tả khoa học đầu tiên năm 1913.